# Euphumosia papua
Euphumosia papua är en tvåvingeart som först beskrevs av Guérin-Méneville 1831.  Euphumosia papua ingår i släktet Euphumosia och familjen spyflugor. Inga underarter finns listade i Catalogue of Life.